# Lista postaci serii Magical Girl Lyrical Nanoha
Poniżej znajduje się lista postaci z anime Magical Girl Lyrical Nanoha.

## Magical Girl Lyrical Nanoha

### Główne postacie
Nanoha Takamachi (jap. 高町 なのは Takamachi Nanoha)
Seiyū: Yukari Tamura 
Nanoha jest główną i tytułową bohaterką serii Magical Girl Lyrical Nanoha, pojawia się również w serii Triangle Heart. Nanoha jest uroczą uczennicą trzeciej klasy szkoły podstawowej, i chociaż chętnie pomaga i wspiera innych, w przeciwieństwie do reszty rodziny i kolegów, nie ma najbliższego przyjaciela, do którego mogłaby się zwrócić. Nie posiada konkretnego celu w swoim życiu, co jednakże się znacznie zmienia się po spotkaniu z Yūno. Posiada silne zdolności magiczne, co jest rzadkością wśród tych, którzy urodzili się na Ziemi; wśród niewielu z nich jest m.in. Gil Graham, Hayate Yagami i prawdopodobnie ojciec Nanohy. Szybko się uszy magicznych sztuk i przekracza oczekiwania innych konsekwentnie przez całą serię. W serii Nanoha jej partnerem jest mag o imieniu Yūno Scrya ze świata Mid-Childa, który może przybrać postać fretki. Jej bronią jest inteligentne urządzenie (jap. インテリジェントデバイス Interijiento Debaisu; Intelligent Device) Raising Heart (jap. レイジングハート Reijingu Hāto; Seiyū: Donna Burke ), mówiące jedynie po angielsku. Po instalacji systemu ładowania kartridży CVK-792 urządzenie przedstawione zostało jako Raising Heart Excelion (jap. レイジングハートエクセリオン Reijingu Hāto Ekuserion).
W StrikerS jest instruktorką rekrutów o randze kapitana, znak wywoławczy: StarS 1. Jej specjalizacją w starciach jest walka w powietrzu. Nanoha otrzymuje nową moc zwaną Blaster System, umożliwiającą jej znaczne zwiększenie mocy ataku ponad nominalną moc maksymalną, przewyższając skutecznością sztandarowy tryb Excelion Mode, co jednak doprowadza do zniszczeń w jej ciele oraz uszkodzeń Raising Heart przy każdym użyciu.
Fate Testarossa (jap. フェイト・テスタロッサ Feito Tesutarossa)
Seiyū: Nana Mizuki 
Blondwłosa, naiwna dziewczynka, która była wykorzystywana przez swoją bezlitosną matkę. Fate była bezwarunkowo wierna Precii, swojej matce, przez którą została wysłana, aby zebrać Jewel Seeds. Poszukiwania te spowodowały, że spotkała Nanohę, powodując, że w końcu mogła ujawnić swoją prawdziwą naturę i być dzieckiem. Pod koniec anime Magical Girl Lyrical Nanoha, jej „matka”, Precia, zmarła. Jej bronią jest inteligentne urządzenie Bardiche (jap. バルディッシュ・アサルト Barudisshu; Seiyū: Kevin J. England ), a po modernizacji poprzez dodanie systemu kartridży CVK-792 – Bardiche Assault (jap. バルディッシュ・アサルト Barudisshu Asaruto). Jej chowańcem jest Arf, która zawsze jest lojalna wobec niej i była jej jedyną przyjaciółką zanim poznała Nanohę. W serii StrikerS jest liderem dywizjonu Lightning i jej sygnałem wywoławczym jest Lightning 1. Jej imię pochodzi od Ferrari Testarossa.
Yūno Scrya (jap. ユーノ・スクライア Yūno Sukuraia)
Seiyū: Kaori Mizuhashi 
Jest jednym z głównych bohaterów serii Magical Girl Lyrical Nanoha, ale nie pojawia się w serii Triangle Heart. Jest magiem i archeologiem, ma dziewięć lat i pochodzi ze świata Mid-Childa (jap. ミッドチルダ Middo Chiruda). Przybył na Ziemię w poszukiwaniu Jewel Seeds (magicznym terminem określającym je jest Lost Logia) i staje się partnerem Nanohy Takamachi. Posiada zdolności zmiennokształtne, potrafi zamienić się we fretkę, a zatem często mylony z byciem chowańcem Nanohy. Był oryginalnym właścicielem Raising Heart. Jest odpowiedzialny i niezawodny, mimo młodego wieku. Jego imię pochodzi od Mazda Eunos.
Arf (jap. アルフ Arufu)
Seiyū: Natsuko Kuwatani 
Jest jedną z głównych bohaterek serii Magical Girl Lyrical Nanoha, ale nie pojawia się w serii Triangle Heart. Arf jest wilczycą i chowańcem Fate Testarossy, którą stara się chronić. Jej imię jest również zapisywane jako Alph. Potrafi przyjąć ludzką postać. Arf mieszka z Fate w apartamencie na Ziemi, skąd teleportują się do ich oryginalnego domu, Ogrodu Czasu. Arf przekonać Fate, że zachowanie jej matki wobec niej nie jest w porządku, ale Fate nie chce tego słuchać. Mimo tego Arf również nie ufa propozycji przyjaźni Nanoha zaoferowanej Fate, wierząc, że ona chce ją oszukać. Pod koniec pierwszej serii, Arf w końcu atakuje Precię i wraca na Ziemię, gdzie zostaje znaleziona przez miłośniczkę psów, Alisę. Po tym wydarzeniu Fate wreszcie zaczyna kwestionować motywy swojej matki, jednak wciąż odmawia przyłączenia się do Nanohy. Po zniszczeniu Ogrodu Czasu Arf i Fate zostają aresztowane za udział w zbrodni Precii, ale zostają oczyszczone z zarzutów.

### Time-Space Administration Bureau
Time-Space Administration Bureau (jap. 時空管理局 Jikū Kanri Kyoku), powszechnie znane pod skrótem TSAB lub Bureau (jap. 管理局 Kanri Kyoku), jest międzywymiarowym bytem sił bezpieczeństwa utworzonym wspólnie przez związek kilku światów, w tym Mid-Childa, gdzie ma swoją bazę. Oni również monitorują kulturalny wzrost i zapewniają pomoc w przypadku katastrof każdemu ze światów, zwłaszcza gdy chodzi o magię i Lost Logia.
Chrono Harlaown (jap. クロノ・ハラオウン Kurono Haraoun)
Seiyū: Mikako Takahashi (sezon 1 i A’s), Tomokazu Sugita (StrikerS) 
Chrono bierze swoją pozycję jako oficera TSAB bardzo poważnie, co często stawia go w niezręcznych sytuacjach z jego matką (która jest jego dowódcą na statku kosmicznym Arthra (jap. アースラ Āsura)), Jest bardzo zdyscyplinowany w sztuce magii, a jego doświadczenie i szkolenie często nadrabia jego względny brak magicznej mocy w walce. Po raz pierwszy pojawia się w pierwszej serii, aby powstrzymać zaciętą walkę pomiędzy Nanohą i Fate, mówiąc, że użycie tyle magicznej siły było niebezpieczne. Pod koniec serii pomaga Fate i Arf w ich procesie, a potem pomaga jej doskonalić swoje umiejętności bojowe w Time-Space Administration Bureau. Jego bronią jest urządzenie magazynujące (jap. ストレージデバイス Sutorēji Debaisu; Storage Device) – S2U, przystosowane do błyskawicznego rzucania skutecznych zaklęć obezwładniających oraz zadających punktowe obrażenia o dużej sile, nie nadając się zbytnio do ataków masowego rażenia. W A’s chwilowo posługuje się także potężniejszym urządzeniem magazynującym – Durandal (jap. デュランダル Dyurandaru), zdolnym do zniszczenia jednej z barier Księgi Ciemności (jap. 闇の書 Yami no Sho) poprzez jej zamrożenie.
Lindy Harlaown (jap. リンディ・ハラオウン Rindi Haraoun)
Seiyū: Aya Hisakawa 
Matka Chrono. Lindy jest miłą osobą, szczyci się byciem dobrym sędzią ludzkich charakterów. Jedenaście lat przed rozpoczęciem pierwszej serii mąż Lindy, Clyde, zginął w wypadku spowodowanym przez Księgę Ciemności (jap. 闇の書 Yami no Sho). Lindy jest kapitanem statku kosmicznego Arthra, pracuje dla Time-Space Administration Bureau. Uwielbia pić zieloną herbatę z cukrem (i czasami ze śmietaną), co jest raczej ironiczne, biorąc pod uwagę jej uznanie wobec japońskiej kultury. Pod koniec serii A’s adoptuje Fate. Pojawiła się również w Triangle Heart 3 jako wróżka.
Amy Limietta (jap. エイミィ・リミエッタ Eimyi Rimietta)
Seiyū: Yuki Matsuoka 
Amy pracuje również na statku kosmicznym Arthra, jest dobrą przyjaciółką Chrono i Lindy. Jest kandydatem na oficera, często jej zadaniem jest przeprowadzanie badań i gromadzenie inteligencji, co najwyraźniej jest jej specjalnością. Do momentu rozpoczęcia serii StrikerS ona i Chrono są małżeństwem z dwójką bliźniąt chłopcem i dziewczynką (Karelem i Lierą).

### Rodzina Nanohy
Kyōya Takamachi (jap. 高町 恭也 Takamachi Kyōya)
Seiyū: Hikaru Midorikawa 
W przeciwieństwie do serii Triangle Heart 3, jego rola w Magical Girl Lyrical Nanoha jest stosunkowo niewielka. Jest starszym bratem Nanohy, student pierwszego roku, przejął po ojcu szkołę kenjutsu i trenuje swoją drugą siostrę Miyuki. Jest poważny przez większość czasu, ale zmienia się nieco po rozpoczęciu związku z Shinobu.
Miyuki Takamachi (jap. 高町 美由希 Takamachi Miyuki)
Seiyū: Ryōko Shiraishi 
Miyuki, podobnie jak jej starszy brat, jest również główną bohaterką Triangle Heart 3 i podobnie jak on jest biegła w walce z mieczami. Jest starszą siostrą Nanohy, uczennica drugiej klasy liceum.
Shirō Takamachi (jap. 高町 士郎 Takamachi Shirō)
Seiyū: Kazuya Ichijō 
Ojciec Nanohy. Prawdopodobnie posiada magiczne zdolności jak jego najmłodsza córka. Posiada i pracuje wspólnie ze swoją żoną w kawiarni Midori-ya (jap. 翠屋), ale także trenuje dziecięcą drużynę piłkarską. Kiedyś był ochroniarzem i prawie stracił swoje życie w tej branży, wylądował w szpitalu w stanie krytycznym, ale powód tego zdarzenia nie jest znany. W serii Triangle Heart również miał miejsce ten wypadek, w którego trakcie Shirō zginął.
Momoko Takamachi (jap. 高町 桃子 Takamachi Momoko)
Seiyū: Erika Amano 
Matka Nanohy. Pracuje w kawiarni Midori-ya, którą prowadzi ze swoim mężem.

### Inni
Precia Testarossa (jap. プレシア・テスタロッサ Pureshia Tesutarossa; lub Presea Testarossa)
Seiyū: Rei Igarashi 
Jest pierwszym głównym czarnym charakterem z serii Magical Girl Lyrical Nanoha; jednak nie pojawia się w Triangle Heart. Jest magiem i głównym mieszkańcem ponurej kryjówki w Ogrodzie Czasu. Wysyła swoją córkę Fate na Ziemię, aby zebrała wszystkie Lost Logia (starożytne i potężne magiczne artefakty), znane także jako Jewel Seeds, podczas gdy ona sama ukrywa się przed TSAB. Jest naukowcem i ekspertem w dziedzinie chowańców, ale nie posiada żadnego (jej poprzednim chowańcem była Linith (jap. リニス Rinisu), została przedstawiona w prequelu Sound Stage 02), jest też w posiadaniu inteligentnego urządzenia, którego nazwa nie została podana. Precia po raz pierwszy pojawia się w 7 odcinku. Jest okrutną osobą znęcając się nad Fate m.in. z powodu zdobycia przez nią zbyt małych ilości Jewel Seed. Nadzoruje walki Nanohy i Fate, a kiedy Fate przegrywa, Precia wysyła nalot na Fate i kradnie jej Jewel Seeds zanim ona mogłaby je jej przekazać. Imię Precii Testarossy, podobnie jak wielu innych bohaterów w serii Nanoha, pochodzi od dwóch samochodów: Nissan Presea i Ferrari Testarossa.
Time-Space Administration Bureau, po tym jak połączyło siły z Nanohą I skwalifikowali Precię jako niebezpiecznego przestępcę, śledzi ją do Ogrodu Czasu i próbuje ją uchwycić. Precia pokonuje pierwszą wysłaną grupę żołnierzy, zdaje sobie sprawę, że Fate jest wśród obserwujących ją na statku Arthra, ujawnia, że Fate jest klonem jej biologicznej córki Alicii. Precia oszalała, gdy Alicia, jej córka, zmarła. Skoncentrowała się na swoim tajnym projekcie, który skupiał się zarówno na klonowaniu i zakazanej sztuce zmartwychwstania: Projekt Fate, od którego Fate Testarossa otrzymuje swoje imię. Ujawnia również, że Fate była tymczasowym zamiennikiem, narzędziem do zdobycia Jewel Seeds aby Precia mogła udać się do starożytnej stolicy magicznych światów, Al Hazard, i odzyskać utraconą technologię, dzięki której mogłaby przywrócić Alicię do życia.
Precia aktywuje wszystkie dziewięć Jewel Seeds, które znajdowały się w jej posiadaniu, z zamiarem dostania się do Al Hazard. Działanie to powoduje ogromne wymiarowe zakłócenia i Ogród Czasu zaczyna się rozpadać. Kiedy Fate dołącza do Nanohy i sił TSAB, próbuje uratować Precię, która odmawia jakiejkolwiek pomocy, śmiejąc się jej w twarz i decyduje się umrzeć z zachowanym ciałem Alicii zamiast stawić czoła kilkusetletniemu wyrokowi za swoje zbrodnie. W końcu spada bez walki do wymiarowej pustki.
Alisa Bannings (jap. アリサ・バニングス Arisa Baningusu)
Seiyū: Rie Kugimiya 
Alisa jest wygadaną miłośniczką psów i dziedziczką multimilionera angielskiego pochodzenia. Wpada w gniew, kiedy ludzie ukrywają przed nią sekrety. Podobnie jak Suzuka, jest przyjaciółką Nanohy Takamachi (oraz Fate Testarossa w serii A’s). Alisa opiekuje się przez pewien czas ranną Arf myśląc, że jest ona tylko dużym psem. Ona i Suzuka dowiadują się o tym, że Nanoha i Fate są magami pod koniec serii A's, gdy są świadkami bitwy Nanohy i Fate z Hayate zawładniętą przez Księgę Ciemności. Podczas serii StrikerS, Alisa prowadzi zwyczajne życie jako studentka college’u. pierwowzorem postaci Alisy była Alisa Lowell z Triangle Hearts, ale oprócz tego, że jest żywą istotą, jest znacznie bardziej przyjazna i nie posiada takiego żalu wobec świata.
Suzuka Tsukimura (jap. 月村 すずか Tsukimura Suzuka)
Seiyū: Ai Shimizu 
Suzuka mieszka w rezydencji wraz z dużą ilością kotów i jest wraz z Alisą Bannings najlepszą przyjaciółką Nanohy Takamachi, a w serii A’s również Fate Testarossy. Jako dziecko, była prześladowana przez Alisę, która była wtedy bardziej agresywna, jednak po tym jak Nanoha wstawiła się za nią, stały się przyjaciółkami. Na początku serii A's zaprzyjaźnia się z Hayate Yagami, nie wiedząc o konflikcie między obrońcami Hayate i Nanohą i nieświadomie pomaga dla Nanohy i Fate odkryć, że Hayate jest mistrzem Księgi Ciemności. Nie występuje w serii Triangle Heart.
Shinobu Tsukimura (jap. 月村 忍 Tsukimura Shinobu)
Seiyū: Miyu Matsuki 
Shinobu jest starszą siostrą Suzuki, a także dziewczyną Kyōyi – brata Nanohy.
Noel K. Ehrlichkeit (jap. ノエル・K・エーアリヒカイト Noeru K Ēarihikaito)
Seiyū: Hyo-sei 
Noel jest główną pokojówką w domostwie Tsukimura. Nanoha postrzega ją jako opanowaną starszą siostrę. Noel wydaje się być bardziej ludzka, inaczej niż w serii Triangle Heart. Ma młodszą siostrę Farin, która jest osobistą pokojówką Suzuki.
Farin K. Ehrlichkeit (jap. ファリン・K・エーアリヒカイト Farin K Ēarihikaito)
Seiyū: Asuka Tanii 
Młodsza siostra Noel i osobista służąca Suzuki. W przeciwieństwie do swojej siostry jest dość niezdarna.

## Magical Girl Lyrical Nanoha A’s
W serii A’s występuje większość postaci z prequelu, wprowadzonych zostaje również kilku nowych bohaterów, z Hayate Yagami na czele.

### Wolkenritter
Wolkenritter (jap. ヴォルケンリッター Vorukenrittā; niem. „Rycerze Chmur") to trzej rycerze i ich chowaniec pochodzący ze starożytnego świata Belka związani dawniej z Księgą Ciemności. Wolkenritter posługują się w walce zbrojnymi urządzeniami (jap. アームドデバイス Āmudo Debaisu; Armed Device) mówiącymi po niemiecku.
Hayate Yagami (jap. 八神 はやて Yagami Hayate)
Seiyū: Kana Ueda 
Hayate jest uroczą dziewięcioletnią dziewczynką jeżdżącą na wózku. Jest ona pod opieką Wolkenritter, jednakże oni utrzymują swoje walki z dala od niej, ponieważ Hayate wie, że ukończenie Księgi Ciemności da jej ogromną moc, ale nie chce jej zdobyć kosztem życia innych. Jednak Księga Ciemności karmi się jej własną siłą życiową, powodując jej paraliż, a nawet jej śmierć w wypadku, gdy nie zostanie ukończona. Hayate zaprzyjaźnia się z Suzuką po tym, jak ona pomaga jej poruszać się z wózkiem inwalidzkim po bibliotece.
Po wydarzeniach z serii A’s jej paraliż zostaje wyleczony, po czym Hayate zostaje magiem i zaprzyjaźnia się z Nanohą i Fate, a w serii StrikerS pracuje z nimi tworząc Riot Force 6. Jej urządzeniem zbrojnym jest Schwertkreuz (jap. シュベルトクロイツ Shuberutokuroitsu), zaś urządzeniem łączącym (jap. ユニゾンデバイス Yunizon Debaisu; Unison Device) początkowo była Reinforce (jap. リインフォース Riinfōsu), będąca prawdziwą postacią Księgi Ciemności. W StrikerS Hayate wyposaża się w nowe, pochodne do poprzedniczki urządzenie łączące, Reinforce Zwei (jap. リインフォース II(ツヴァイ) Riinfōsu Tsuvai). Z mocy tych urządzeń łączących mogą też korzystać Wolkenritter.
Signum (jap. シグナム Shigunamu)
Seiyū: Kaori Shimizu 
Signum ma długie różowe włosy spięte w koński ogon, jest liderem grupy. Nazywana jest również Rycerzem Miecza (jap. 剣の騎士 Ken no Kishi), co może odnosić się do jej broni – Lævateinn (jap. レヴァンティン Revantin; Seiyū: Tetsuya Kakihara ), oraz Generał Wściekłego Ognia (jap. 烈火の将 Rekka no Shō). Signum, w przeciwieństwie do Vity, prawie zawsze zachowuje spokój i, mimo że bardzo pragnie zdobyć Linker Core (jap. リンカーコア Rinkā Koa) swoich wrogów, aby zapełnić strony Księgi, Signum jednak szanuje ich poziom mocy. Ma rozległą wiedzę o tym, jak działa umysł, co prawdopodobnie, również oprócz siły, uczyniło ją liderem zespołu. Jej imię pochodzi od Opla Signum.
Shamal (jap. シャマル Shamaru)
Seiyū: Ryōka Yuzuki 
Signum ma krótkie blond włosy, prawdopodobnie najstarsza z grupy. Nazywana jest również Rycerzem Jeziora (jap. 湖の騎士 Mizūmi no Kishi), co może odnosić się do pani Jeziora – postaci pojawiającej się w legendach o królu Arturze, oraz Ręka Uzdrawiającego Wiatru (jap. 風の癒し手 Kaze no Iyashite), co prawdopodobnie odnosi się do jej broni i uzdrawiających mocy. Jej bronią jest zestaw magicznych pierścieni Klarwind (jap. クラールヴィント Kurāruvinto; Seiyū: Alexandra Haefelin ). Jest zazwyczaj miła, uprzejma i oddana Hayate. Shamal zachowuje się jak matka wobec reszty grupy, robi im zakupy, martwi się o samopoczucie innych. Wie, że Hayate nie chce, aby walczyli z kimkolwiek, ale jest to konieczne dla osiągnięcia ich celu. Jej imię pochodzi od Maserati Shamal.
Vita (jap. ヴィータ Vīta)
Seiyū: Asami Sanada 
Porywcza młoda rudowłosa dziewczyna. Nazywana jest również Rycerzem Żelaznego Młota (jap. 鉄槌の騎士 Tettsui no Kishi), co może odnosić się do jej broni – Graf Eisen (jap. グラーフアイゼン Gurāfu Aizen; Seiyū: Tetsuya Kakihara ), oraz Jeździec Szkarłatnego Żelaza (jap. 紅の鉄騎 Kurenai no Tekki). Specjalizuje się głównie w niszczeniu barier poprzez siłowe przewiercanie się przez nie. Vita arogancko odmawia nazywać Nanohę jej prawdziwym imieniem, zawsze wymyślając jakąś zmianę z powodu swoich trudności w jego wymówieniu. Dopiero kiedy ona i Nanoha połączyły siły w ostatecznej bitwie nazwała ją poprawnie. Ona i inni rycerze są niezwykle lojalni wobec Hayate i są gotowi zrobić dla niej wszystko, nawet wbrew jej rozkazowi, aby nie walczyć, po to żeby ją uratować. Jej imię pochodzi od Opla Vity.
Zafira (jap. ザフィーラ Zafīra)
Seiyū: Kazuya Ichijō 
Chowaniec Wolkenritter, Zafira jest  dużym niebieskim wilkiem, jednak nie jest traktowany jak jeden przez innych rycerzy i reaguje tylko na Hayate jako jego mistrzyni. Mimo tego mówi, że on, podobnie jak chowaniec, będzie pomagał swojemu panu, niezależnie od tego, czy jest dobry czy zły. Nazywany jest również Broniąca Bestia Strażnik (jap. 盾の守護獣 Tate no Shugojū; Shielding Guardian Beast), oraz Niebieski Wilk (jap. 蒼き狼 Aoki Ōkami). Potrafi przyjąć ludzką postać. Oprócz używania brutalnej siły, potrafi manipulować otoczeniem, wywołując tworzenie się stalagmitów raniących przeciwnika. Jego imię pochodzi od Opla Zafiry.

### Time-Space Administration Bureau
Gil Graham (jap. ギル・グレアム Giru Gureyamu)
Seiyū: Katsumi Chō 
Anglik w podeszłym wieku. Jest jednym z niewielu ludzi z Ziemi posiadających magiczne zdolności. Został wprowadzony do świata magii, kiedy to uratował urzędnika Bureau 50 lat temu. Graham przedstawiając się Fate, Chrono i dla Nanohy formułuje jedną prośbę: aby nie zdradzili swoich przyjaciół. Pomagają mu bliźniaczki Alia i Lotte Liese, jego chowańce, które były kiedyś nauczycielkami Chrono sztuk walki i magii. Później ujawnione jest, że od samego początku wspierał Hayate oraz planował zakończyć Księgi Ciemności, aby ją zapieczętować i zniszczyć zanim się zrestartuje. Wierzył, że niewiele osób będzie opłakiwać taką sierotę jak Hayate. Gdy jego plan nie powodzi się, daje on broń Durandal dla Chrono, aby pomóc mu i zespołowi Nanohy zniszczyć uszkodzony program obronny Księgi. Rezygnuje ze stanowiska po tym incydencie i obiecuje wyjawić Hayate prawdę, kiedy będzie gotowa żyć na własną rękę.
Alia Liese (jap. リ-ゼアリア Rīzearia) i Lotte Liese (jap. リ-ゼロッテ Rīzerotte)
Seiyū: Alia – Asuka Tanii; Lotte – Miyu Matsuki 
Ich imiona tłumaczone są również jako Lisealia i Liselotte, ale niezależnie od tego, Graham nazywa je Alia i Lotte. Bliźniaczki są chowańcami Gila Grahama i mogą przemienić się w koty. W przeszłości uczyły Chrono magii i walki. Posiadają bardzo duże zdolności magicznie, a także są bardzo lojalne wobec swego pana. Alia specjalizuje się w atakach z dystansu, podczas gdy Lotte specjalizuje się w walce wręcz. Używając transformacyjnej magii podczas starć interweniują na korzyść Wolkenritter kilkakrotnie, ale używały Wolkenritter do wypełniania Księgi Ciemności. Chrono chwyta je zaklęciem, które rozwiewa ich transformacje dowiadując się w ten sposób prawdy. Po odejściu Grahama z TSAB zamieszkują razem z nim gdzieś w Anglii.

#### Inni
Sachie Ishida (jap. 石田幸恵 Ishida Sachie)
Seiyū: Kumi Sakuma 
Reinforce (jap. リインフォース Riinfōsu)
Seiyū: Sanae Kobayashi 

## Magical Girl Lyrical Nanoha StrikerS
W serii StrikerS występują też postacie z poprzednich serii.

### Mobile Section 6/Riot Force 6

#### Forward Unit
Nanoha, Fate, Vita i Signum służą jako część jednostek Forward w Mobile Section 6 (jap. 機動六課 Kidōrokka) (ich znaki wywoławcze to odpowiednio: StarS 1, Lightning 1, StarS 2 oraz Lightning 2).
Subaru Nakajima (jap. スバル・ナカジマ)
Seiyū: Chiwa Saitō 
15-letnia dziewczyna, jest magiem rangi B i używa systemu magicznego Nowoczesny Belka. Jest także członkiem Forward StarS, drużyny dowodzonej przez Nanohę i Vitę. Jej znakiem wywoławczym jest StarS 3. Jej bronią są Mach Caliber (jap. マッハキャリバー Mahha Kyaribā) (inteligentne urządzenie o formie łyżworolek) oraz Revolver Knuckle (jap. リボルバーナックル Riborubā Nakkuru) (zbrojne urządzenie). Walczy za pomocą szybkiego ataku bliskiego zasięgu, który pozwala jej szybko zaatakować przeciwnika. Subaru łączy bliska przyjaźń ze swoją koleżanką Teaną, bardzo respektuje też Nanohę jako źródło inspiracji. Wraz z Vitą służy jako przedni atakujący (ang. Front Attacker) jednostki Forward StarS. Pod koniec serii osiąga rangę AA jako mag. Jej imię pochodzi od samochodowej firmy Subaru i Nakajima – jednej z największych japońskich wytwórni przemysłu ciężkiego w okresie II wojny światowej.
Teana Lanster (jap. ティアナ・ランスター Tiana Ransutā)
Seiyū: Mai Nakahara 
15-letnia dziewczyna, jest magiem rangi B i używa magii Mid-Childa. Jest także członkiem Forward StarS, drużyny dowodzonej przez Nanohę i Vitę. Jej znakiem wywoławczym jest StarS 4. Teana spotkała Subaru 3 lata przed wydarzeniami z serii, gdy obie były kadetami, zawsze pracowały ze sobą w parze. Jej bronią jest inteligentne urządzenie Cross Mirage (jap. クロスミラージュ Kurosu Mirāju), choć używała również urządzenia magazynującego (jap. ストレージデバイス Sutorēji Debaisu; Storage Device) – Anchor Gun (jap. アンカーガン Ankā Gan). Zaklęcia iluzji czynią ją bardzo silną zawodniczką, a dzięki swoim wyjątkowym zdolnościom przywódczym zostaje przywódcą dla 4 nowicjuszy, kiedy dowódcy (Nanoha i Fate) i poddowódcy (Vita i Signum) są nieobecne. Służy ona wraz z Nanohą jako środkowa straż (ang. Center Guard) jednostki Forward StarS. Pod koniec serii osiąga rangę AA jako mag. Jej imię pochodzi od Nissan Teana.
Erio Mondial (jap. エリオ・モンディアル Erio Mondiaru)
Seiyū: Marina Inoue 
10-letni chłopiec, jest magiem rangi B i używa systemu magicznego Nowoczesny Belka. Jest także członkiem Forward Lightning, drużyny dowodzonej przez Fate i Signum. Jego znakiem wywoławczym jest Lightning 3. Specjalizuje się w zaklęciach związanych z szeroko pojętą szybkością. Jego bronią jest zbrojne urządzenie Strada (jap. ストラーダ Sutorāda). Erio, kiedy był małym chłopcem został przygarnięty przez Fate, gdy był młodszy, choć oficjalnie był adoptowany przez Lindy Harlaown i był wychowywany w placówce ochronnej TSAB, aż do ukończenia ośmiu lat. Został on do zrozumienia, że on i jego drużyna-partner, Caro Ru Lushe, rozwijają romantyczny związek. Jego imię pochodzi od Suzuki Aerio oraz Ferrari Mondial lub motocykla Mondial Piega Strada.
Caro Ru Lushe (jap. キャロ・ル・ルシエ Kyaro Ru Rushie)
Seiyū: Mikako Takahashi 
10-letnia delikatna dziewczynka posiadająca rzadki talent do przyzywania kreatur, w jej przypadku smoków. Mag rangi C+, używa systemu magicznego Mid-Childa. Jej znak wywoławczy to Lightning 4, zaś jej broń to urządzenie wzmacniające (jap. ブーストデバイス Būsuto Debaisu; Boost Device) – Kerykeion (jap. ケリュケイオン Keryukeion). Jako młoda i jeszcze niedoświadczona magini, jest w stanie przywołać i względnie kontrolować dwa smoki: będącego jej stałą kompanią Friedrich'a (jap. フリードリヒ Furīdorihi) i znacznie potężniejszego, angażowanego w walkę tylko w awaryjnych sytuacjach Voltaire’a (jap. ヴォルテール Vorutēru). Potrafi także używać magii przywołującej pośrednio w celu teleportacji obiektów bądź osób. Sprawia wrażenie zakochanej w Erio. Jej imię pochodzi od Poloneza Caro.

#### Long Arch
Hayate jest dowódcą sekcji administracyjnej o nazwie Long Arch, do której należą także Shamal i Zafira.
Reinforce II (jap. リインフォースII(ツヴァイ) Rīnfōsu Tsuvai)
Seiyū: Yukana 
Urządzenie łączące Hayate, powstała z fragmentów oryginalnej Reinforce. Jest często określana przez pseudonimem „Rein”. Rein służy jako doradca Hayate, a także wysyłana jest na pole bitwy, jako wsparcie. Zgodnie z niemieckim charakterem Wolkenritter, jej pełne imię jest wymawiane „Reinforce Zwei”.
Griffith Lowran (jap. グリフィス・ロウラン Gurifisu Rōran)
Seiyū: Hitoshi Yanai 
Shario Finieno (jap. シャリオ・フィニーノ Shario Finīno)
Seiyū: Shizuka Itō 
Vice Granscenic (jap. ヴァイス・グランセニック Vaisu Guransenikku)
Seiyū: Yūichi Nakamura 
Alto Krauetta (jap. アルト・クラエッタ Aruto Kuraetta) i Lucino Liilie (jap. ルキノ・リリエ Rukino Ririe)
Seiyū: Nozomi Masu (Alto) i Yukana (Lucino) 

### Numbers
Numbers (jap. ナンバーズ Nanbāzu; pl. „liczby”) to osobisty oddział specjalny Jaila Scagliettiego, wszystkie „liczby” są „cyborgami bojowymi” (jap. 戦闘機人 Sentoukijin) – ludźmi, którzy nabyli specjalne umiejętności poprzez wszczepienie do ich ciał elementów mechanicznych. Jak sama nazwa grupy wskazuje, ich specyficzne imiona są oparte na włoskich liczbach od 1 do 12. Każda jednostka otrzymała numer w oparciu o to, kiedy rozpoczęto jej budowę, a nie kiedy została ona zakończona.
Uno (jap. ウーノ Ūno)
Seiyū: Eriko Kigawa 
Najstarsza z Numbers, była wspólnikiem Scagliettiego w wielu wydarzeniach. Jej IS (Inherent Skill) pozwala jej na uzyskanie i przetwarzanie danych bez wykorzystania konwencjonalnych środków, dlatego jest niewykrywalna. Otrzymała także pamięciowe implanty w celu optymalizacji zarządzania inteligencją i jej ogólnych odruchów psychicznych. W walce jej rola jest podobna do roli AWACS, bierze odpowiedzialność za komunikację między jednostkami i zbiera dane.
Due (jap. ドゥーエ Dūe)
Seiyū: Ai Matayoshi 
Tre (jap. トーレ Tōre )
Seiyū: Eriko Kigawa 
Quattro (jap. クアットロ Kuattoro)
Seiyū: Chiwa Saitō 
Cinque Nakajima (jap. チンク・ナカジマ Shinku Nakajima)
Seiyū: Marina Inoue 
Sein (jap. セイン Sein)
Seiyū: Kaori Mizuhashi 
Sette (jap. セッテ Sette)
Seiyū: Natsuko Kuwatani 
Otto (jap. オットー Ottō)
Seiyū: Shizuka Itō 
Nove Nakajima (jap. ノーヴェ・ナカジマ Nōve Nakajima)
Seiyū: Chiwa Saitō 
Dieci Nakajima (jap. ディエチ・ナカジマ Diechi Nakajima)
Seiyū: Nozomi Masu 
Wendi Nakajima (jap. ウェンディ・ナカジマ Wendi Nakajima)
Seiyū: Marina Inoue 
Deed (jap. ディード Dīdo)
Seiyū: Shizuka Itō 

### Inni
Vivio Takamachi (jap. 高町ヴィヴィオ Takamachi Vivio)
Seiyū: Kaori Mizuhashi 
Tajemnicze dziecko, które zostało znalezione z relikwią i uratowane przez Caro i Erio. Dziewczynka przywiązuje się Nanohy ze wzajemnością. Później w serii Nanoha zostaje jej opiekunką, razem z Fate, która jej pomaga dbać o nią. Po wydarzeniach z serii StrikerS Vivio zwraca się zarówno do Nanohy, jak i Fate, „mama”, ale Nanoha powiedziała w StrikerS Sound Stages, że Vivio odnosi się obecnie do Fate bardziej jak do starszej siostry niż matki, ponieważ Fate utrzymuje dystans względem Vivio. Vivio została zaadoptowana przez Nanohę. Dziewczynka traktuje Erio i Caro też jak jej krewnych. Vivio ma różnobarwność tęczówki: jej prawe oko jest zielone, podczas gdy jej lewe jest czerwone. Vivio jest stworzonym przez człowieka magiem, z DNA Sankt Kaiser – Olivie Sägebrecht. Została porwana przez Numbers, którzy chcieli wykorzystać jej moce i dzięki manipulacji jej umysłem zmusić, by walczyła z Nanohą. Nanosze w końcu udaje się pokonać Numbers i uwolnić ją spod ich wpływu. Jej imię pochodzi od Subaru Vivio.
Później staje się bohaterką serii Magical Girl Lyrical Nanoha ViVid, dostaje od Nanohy jej inteligentne urządzenie, które Vivio nazywa Sacred Heart, po urządzeniu Nanohy – Raising Heart. Jest to kryształ podobny do Raising Heart, przechowywany wewnątrz (i ożywiający) pluszowego królika. Po transformacji, przyjmuje swoją dorosłą formę.

## Magical Girl Lyrical Nanoha ViVid
W serii ViVid występują też postacie z poprzednich serii (m.in. Vivio, Nanoha i Fate).
Einhart Stratos (jap. アインハルト・ストラトス Ainharuto Sutoratosu)
Seiyū: Mamiko Noto 
Dwunastoletnia praktykantka sztuki walki Kaiser Arts. W swojej dorosłej formie (ang. adult mode) przyjęła imię poprzedniego Sankt Kaiser Heidi E. S. Ingvalt (jap. ハイデイ・E・S・イングヴアルト  Haidei E S Inguvaruto). Zdecydowała się na walki uliczne w celu udowodnienia, że siła Hegemona jest najpotężniejsza ze wszystkich wojowników Belkan. Podobnie jak Vivio ma heterochromię i posiada zarówno formę dziecka, jak i dorosłą. Jej prawdziwa tożsamość została odkryta przez Nove i Subaru, które decydują się pomóc jej lepiej zrozumieć innych. Zapoznaje się z Vivio i obie dziewczyny zostają przyjaciółkami. Rodzina Hayate później buduje jej urządzenie podobnie do używanego przez Vivio przypominające małego lamparta – Asteion (jap. アスティオン Asution). Jej imię pochodzi od Lancii Stratos.
Rio Wesley (jap. リオ・ウェズリ Rio Wezurī)
Seiyū: Eri Kitamura 
Koleżanka z klasy Vivio. Posiada inteligentne urządzenie o nazwie Solfège. Jej imię pochodzi od Subaru Vivio.
Corona Timil (jap. コロナ・ティミル Korona Timiru)
Seiyū: Misato Fukuen 
Koleżanka z klasy Vivio. Posiada inteligentne urządzenie o nazwie Bruzell, jej zdolność to tworzenie, którą może używać do tworzenia i ożywiania golemów. Jej imię pochodzi od Toyota Corona.

### N2R
N2R jest to zespół TSAB tworzony przez cztery zreformowane Numbers, które zostały adoptowane przez rodzinę Nakajima: Cinque, Nove, Dieci i Wendi.

### ViVid Strike!
Fuka Reventon (jap. フーカ・レヴェントン Fūka Reventon)
Seiyū: Inori Minase 
Główna bohaterka anime ViVid Strike!. Pracuje na pół etatu w Nakajima Gym.
Rinne Berlinetta (jap. リンネ・ベルリネッタ Rin'ne Berurinetta)
Seiyū: Yui Ogura 
Główna bohaterka anime ViVid Strike!.